# Trận Như Nguyệt
Trận Như Nguyệt là một trận đánh lớn diễn ra ở một khúc sông Như Nguyệt (hay sông Cầu) vào năm 1077, là trận đánh có tính quyết định của cuộc Chiến tranh Tống-Việt, 1075-1077, và là trận đánh cuối cùng của nhà Tống trên đất Đại Việt. Trận chiến diễn ra trong nhiều tháng, kết thúc bằng chiến thắng của quân đội Đại Việt và thiệt hại nhân mạng lớn của quân Tống, đánh bại hoàn toàn ý chí xâm lược Đại Việt của họ, buộc họ phải thừa nhận Đại Việt là một quốc gia.

## Bối cảnh
Nhà Tống Trung Quốc vào thế kỷ 11 có ý định xâm lược Đại Việt để mở rộng lãnh thổ, nhằm giải quyết một số khó khăn về đối nội và đối ngoại, đồng thời trả thù lần thất bại trong cuộc chiến tranh Tống-Việt lần 1 trước đó. Họ ra sức chuẩn bị cho việc tiến công Đại Việt: xây dựng đường giao thông, cơ sở chứa lương thực, huấn luyện binh sĩ, cho quân đóng trại sát biên giới Tống-Việt.
Nhà Lý sớm nhận ra ý định này của nhà Tống nên đã thực hiện một chiến dịch đánh đòn phủ đầu vào cuối năm 1075 đầu năm 1076, phá hủy các căn cứ hậu cần chuẩn bị cho chiến tranh của nhà Tống. Nhà Tống vẫn quyết tâm tiến hành chiến tranh, vua Tống Thần Tông cử Quách Quỳ chỉ huy, Viên ngoại lang Bộ Lại Triệu Tiết làm phó tướng cho cuộc tấn công thay đổi kế hoạch và chuẩn bị kỹ hơn cho cuộc tiến quân. Họ điều động cả bộ binh lẫn thủy binh nhằm chuẩn bị đánh Đại Việt.

Trước binh lực mạnh của nhà Tống, Lý Thường Kiệt quyết định chọn chiến lược phòng thủ: ông dùng các đội quân của các dân tộc thiểu số ở miền núi phía bắc nhằm quấy rối hàng ngũ của quân Tống. Các tướng Lưu Kỹ, Phò mã Thân Cảnh Phúc, Vi Thủ An đem quân hãm bước tiến quân Tống ở Cao Bằng, Bắc Kạn, Lạng Sơn, đồng thời chặn một bộ phận thủy quân của nhà Tống từ Quảng Đông xuống... Sau khi chặn đánh quân Tống không thành tại vùng núi phía Bắc, Lý Thường Kiệt lui quân về phía nam Sông Cầu. Được sự giúp sức của nhân dân, Lý Thường Kiệt đã xây dựng một phòng tuyến trên sông Như Nguyệt (một đoạn của khúc sông Cầu) để biến nơi đây là nơi diễn ra trận đánh quyết định của cả cuộc chiến.

## Lực lượng
Quân Tống
Quân Tống huy động khoảng 100.000 quân chiến đấu (45.000 binh từ biên giới với Liêu Hạ, số còn lại là binh trưng tập), 10.000 ngựa, 200.000 dân phu, đồng thời có sự hỗ trợ từ lực lượng thủy binh. Quân đội có kinh nghiệm chiến đấu dày dạn trang bị tốt với máy bắn đá và hỏa tiễn. Chỉ huy là Quách Quỳ và Phó Chỉ huy là Triệu Tiết cùng với nhiều tướng khác được điều về từ miền bắc Tống. Trong số này 4,5 vạn là quân rút từ miền biên giới Liêu Hạ, do 9 tướng chỉ huy. Số còn lại là trưng tập ở các lộ, đặc biệt là các lộ dọc đường từ kinh đô đến Ung Châu.
Quân Lý
Bộ phận quân chủ lực của nhà Lý gồm thủy binh và bộ binh phòng thủ và chiến đấu tại sông Như Nguyệt có 60.000 quân và một số lực lượng không tham gia trực tiếp vào trận đánh dùng để hãm chân và quấy rối tiếp vận phía sau có tầm trên 15.000 người. Toàn bộ lực lượng bộ binh do Lý Thường Kiệt trực tiếp chỉ huy, nhưng tất cả thủy binh đều do Hoằng Chân, Chiêu Văn và Lý Kế Nguyên cầm đầu. Bấy giờ, thủy binh được bố trí cụ thể như sau:
- Đại bộ phận tập trung ở Vạn Xuân, tức là ở khu vực cực Đông của chiến tuyến sông Cầu. "Vạn Xuân là một vị trí chiến lược trọng yếu ở vào đầu mối của tất cả các đường thủy vùng Đông Bắc. Từ Vạn Xuân, thủy binh ta có thể vượt sông Lục Nam, sông Thương, sông Cầu tiến sâu vào địa bàn vùng Đông Bắc, có thể xuôi sông Bạch Đằng, sông Thái Bình ra biển, có thể theo sông Đuống về Thăng Long". Ở đây có khoảng 400 chiến thuyền và hơn 20.000 quân, tất cả đặt dưới sự chỉ huy của Hoằng Chân và Chiêu Văn.
- Một bộ phận thủy binh khác do Lý Kế Nguyên chỉ huy, tiến ra đóng giữ ở vùng duyên hải  Đông Bắc, sẵn sàng đánh trả đạo thủy binh của nhà Tống. Quân số và phương tiện chiến đấu của bộ phận này cụ thể ra sao, hiện chúng ta vẫn chưa rõ, chỉ biết là nhỏ hơn so với bộ phận thủy binh do Hoằng Chân và Chiêu Văn chỉ huy, nhưng lại đủ lớn để có thể chủ động tổ chức những trận đánh quyết liệt với đạo thủy binh của giặc.

## Chiến trường
Đoạn sông Như Nguyệt mà Lý Thường Kiệt chọn lựa xây dựng phòng tuyến có vị trí mang tính chiến lược: có núi ở cả hai bên bờ, đoạn sông có chiều dài khá rộng lên hơn 100 mét, vắt ngang con đường dễ dàng nhất để vượt qua sông Cầu, con sông chặn mọi đường trên bộ có thể dùng để tiến quân vào Thăng Long. Trên khúc này có khoảng 11 bến đò ngang: Như Nguyệt, Tiểu Lâm, Dũng Liệt, Phù Yên, Đẩu Hàn, Phù Cầm, Lượng Sài, Đáp Cầu, Yên Ngô, Bằng Lâm, Phả Lại. Hai bến có tuổi đời lâu và quan trọng nhất là Như Nguyệt và Thị Cầu (hay Đáp Cầu về sau) nằm trên đường giao thông quan trọng tiến vào Thăng Long và là con đường thuận lợi nhất để quân Tống vượt qua sông và tiến về Thăng Long. Vì địa thế quan trọng này, Lý Thường Kiệt quyết định lập một phòng tuyến tại đây nhằm đánh một trận chiến lược.
Khu vực phòng thủ mà Lý Thường Kiệt xây dựng chạy dài từ chân núi Tam Đảo (khoảng Đa Phúc) với nhiều chỗ núi ăn sát bờ sông hoặc rừng cây có mật độ dày đặc. Địa hình này có thể được lợi dụng để ngăn việc vượt sông dễ dàng, tạo điều kiện cho quân nhà Lý không cần phải xây dựng một chiến tuyến dài hết nam sông Như Nguyệt mà chỉ cần xây ở các khu vực đường giao thông, quan trọng nhất là đoạn Như Nguyệt, Thị Cầu và Vạn Xuân.
Chiến lũy của phòng tuyến được xây dựng bằng đất có đóng cọc tre dày mấy tầng làm dậu. Dưới bãi sông được bố trí các hố chông ngầm tạo thành một phòng tuyến rất vững chắc. Quân của nhà Lý đóng thành từng trại trên suốt chiến tuyến, mà quan trọng nhất là ba trại ở Như Nguyệt, Thị Cầu, Phấn Động. Mỗi trại binh có thể có thêm thủy binh phối hợp. Quân chủ lực do chính Lý Thường Kiệt chỉ huy đóng ở phủ Thiên Đức, một vị trí có thể cơ động chi viện nhiều hướng và khống chế mọi ngả đường tiến về Thăng Long. Quân Tống cũng đóng dọc theo hai bờ sông, tập trung ở các vị trí quan trọng: phó tướng Triệu Tiết đóng tại khu vực mà ngày nay là thôn Mai Thượng, xã Mai Đình, Hiệp Hòa, tỉnh Bắc Giang khoảng đối diện bến Như Nguyệt; quân chủ lực do Quách Quỳ chỉ huy đóng tại phía đông cách Triệu Tiết chừng 30 km khoảng đối diện với Thị Cầu. Một bộ phận khác đóng tại các vị trí cần thiết, các ngọn núi quan trọng như núi Phượng Hoàng và núi Tiên, phòng trường hợp bị quân nhà Lý tiến công hoặc có thể tổ chức vượt sông nếu hoàn cảnh cho phép.

## Trận đánh

### Quân Tống tấn công lần thứ nhất
Quân Tống dưới sự chỉ huy của Quách Quỳ tiến tới bờ bắc sông Như Nguyệt không khó khăn lắm. Quách Quỳ thấy vậy cũng muốn thực hiện chiến lược đánh nhanh thắng nhanh mà vua Tống đã đề ra. Nhưng vì thủy binh chưa đến, Quách Quỳ quyết định cho quân đóng trại tại bờ bắc sông Như Nguyệt đối diện với phòng tuyến của quân nhà Lý để chờ thủy binh hỗ trợ cho việc vượt sông. Quách Quỳ không hề biết rằng cánh thủy quân do Dương Tùng Tiên và Hòa Mâu chỉ huy đã bị thủy quân Đại Việt do Lý Kế Nguyên chỉ huy chặn đánh quyết liệt, liên tục tập kích hơn 10 trận, giặc điên cuồng mở đường máu để tiến vào châu thổ nước ta nhưng cả mười trận liều lĩnh đều bị đánh bại cả mười. Đặc biệt với thảm bại tại sông Đông Kênh, thủy quân Tống buộc phải rút lui về đóng án binh bất động ở cửa sông.
Sau một khoảng thời gian chờ đợi không thấy thủy quân đến hội sư, khoảng đầu tháng 2 năm 1077, Quách Quỳ dự định tổ chức vượt sông mà không có sự hỗ trợ của thủy quân. Tuy nhiên vì trước trại của Quách Quỳ tại Thị Cầu có một trại quân mạnh của nhà Lý án ngữ khiến Quỳ không dám cho quân vượt sông ở Thị Cầu. Cùng lúc, tướng Miêu Lý đóng tại Như Nguyệt báo với Quách Quỳ rằng quân Lý đã trốn đi và xin lệnh đem binh vượt sông. Quách Quỳ chấp nhận và tướng Vương Tiến bắc cầu phao cho đội xung kích của Miêu Lý khoảng 2.000 người vượt sông. Lợi dụng được yếu tố bất ngờ, cuộc vượt sông đã thành công, đội xung kích của quân Tống đã chọc thủng được phòng tuyến của quân Lý, sẵn đà thắng, Miêu Lý định tiến nhanh về Thăng Long nhưng đến vùng Yên Phụ, Thụy Lôi thì bị phục kích, bao vây và chặn đánh dữ dội tại cầu Gạo, núi Thất Diệu. Miêu Lý cùng những binh sĩ còn sống chạy về phía Như Nguyệt nhưng đến nơi thì cầu phao đã bị hủy và gặp quân nhà Lý đón đánh và bị diệt gần hết, dù quân Tống đóng bên bờ bên kia có cố gắng cho bè sang hỗ trợ. Thất bại của Miêu Lý đã làm cho Quách Quỳ hết sức tức giận và định xử tử viên "tướng kiêu" này. Mô tả trận đánh này, một tác giả đời Tống viết: "Binh thế dứt đoạn, quân ít không địch nổi nhiều, bị giặc ngăn trở, rơi xuống bờ sông".

### Quân Tống tấn công lần thứ hai
Sau thất bại này, Quách Quỳ nhận ra quân nhà Lý không bỏ bất cứ đoạn nào trên phòng tuyến, nên ông không dám vượt sông mà không có thủy binh nữa nên buộc phải chờ thủy binh tới. Vì thủy binh quân Tống khi ấy đã bị chặn lại ngoài biển nên không tiến vào được, buộc Quách Quỳ phải tổ chức đợt tấn công lần hai mà không có sự hỗ trợ của thủy binh. Lần này, quân Tống dùng một lực lượng mạnh hơn nhiều so với lần trước và đóng bè lớn với sức chứa khoảng 500 quân để vượt sông. Quân Tống ồ ạt đổ sang bờ nam nhưng họ phải vừa ra sức chặt lớp trại rào tre, vừa phải chống lại các đợt phản công mãnh liệt của quân nhà Lý mà số binh tiếp viện lại không qua kịp nên quân bị vỡ trận và thiệt hại nặng. Đợt tấn công lần hai lại kết thúc với thất bại. Việc này đã khiến Quách Quỳ thấy rằng, nếu không có thủy binh hỗ trợ sẽ không thể vượt sông được, buộc phải ra lệnh đưa quân về thế phòng thủ và tuyên bố rằng: "Ai bàn đánh sẽ chém!", phá sản ý định đánh nhanh thắng nhanh của nhà Tống. Họ chỉ dám thỉnh thoảng dùng máy bắn đá bắn sang bờ nam.
Với tình thế này, cộng với nhiều khó khăn vì các lý do về tình hình nhà Tống, sự quấy rối của dân binh địa phương, và việc thiếu lương thực do các cơ sở tiếp vận đã bị phá hủy trong cuộc tấn công năm 1075 của Lý Thường Kiệt, và khâu tiếp vận cho 10 vạn lính và 1 vạn ngựa vốn dĩ cần ít nhất 40 vạn phu, quá sức 20 vạn phu mà quân Tống đang có; đã khiến họ trở nên bị động và suy giảm sức chiến đấu.

### Quân nhà Lý phản công
Hai tháng sau đợt tấn công cuối cùng, quân Tống lâm vào tình cảnh tiến thoái lưỡng nan: họ ngày càng mệt mỏi, hoang mang vì tin tức vì chờ mãi thủy binh không thấy thủy binh đâu. Và thêm sự không hợp khí hậu Đại Việt, dù đã có thầy thuốc đi theo nhưng bệnh tật vẫn làm cho nhiều binh sĩ ốm và một số chết, nhưng lại không dám rút lui vì đó là một sự nhục nhã và tội lớn với triều đình nhà Tống. Dù vậy, thế của quân Tống vẫn còn mạnh, họ vẫn cố thủ ở bờ bắc Như Nguyệt tìm cách dụ quân nhà Lý tấn công. Lý Thường Kiệt nhận ra đây là thời cơ tốt để tổ chức tiến công, ông nghiên cứu cách bố phòng của quân Tống và tổ chức các đợt tấn công theo kiểu tập kích chia cắt quân Tống.
Đầu tiên, ông nói giọng trầm hùng: 
Nam quốc sơn hà Nam đế cư
Tiệt nhiên định phận tại thiên thư
Như hà nghịch lỗ lai xâm phạm
Nhữ đẳng hành khan thủ bại hư
Rồi mở một đợt tấn công vào khối quân của Quách Quỳ đang đóng ở Thị Cầu nhằm kéo sự chú ý của toàn bộ quân Tống về hướng này dù biết rằng Quách Quỳ có một khối quân khá lớn và bố phòng rất cẩn thận. Ông lệnh cho hai tướng Hoằng Chân và Chiêu Văn dùng 400 chiếc thuyền chở khoảng 2 vạn quân từ Vạn Xuân tiến lên Như Nguyệt. Đoàn thuyền vừa đi vừa phô trương thanh thế nhằm kéo sự chú ý của toàn bộ quân Tống về hướng họ. Quân Lý đổ quân lên bờ bắc tấn công thẳng vào doanh trại quân Tống. Thời gian đầu họ chiếm ưu thế, đẩy quân Tống vào sâu, buộc quân Tống phải huy động hết lực lượng và đem cả đội thân quân ra đánh. Tất cả các thuộc tướng cao cấp của Quách Quỳ như Yên Đạt, Trương Thế Cự, Vương Mẫn, Lý Tường, Diên Chủng đều có mặt trong chiến địa. Thời gian sau, quân Tống lấy lại hàng ngũ tổ chức phản công, đẩy quân Lý lên thuyền để rút đi. Đồng thời quân Tống còn cho máy bắn đá bắn với theo, đánh chìm một số chiến thuyền. Trận này quân Lý thiệt hại nặng, 2 tướng Hoằng Chân và Chiêu Văn cùng mấy nghìn quân tử trận. Tuy nhiên, khi mọi sự chú ý của quân Tống đều đổ dồn về phía trại quân Quách Quỳ, thì Lý Thường Kiệt đích thân dẫn đại quân đánh vào doanh trại của Triệu Tiết.
Triệu Tiết đóng tại bắc Như Nguyệt trên một khu vực tương đối rộng và quang đãng, chính giữa là trại quân chính gọi là Dinh, hai bên trái phải là khu đất Miễu và Trại, bố trí theo kiểu dã chiến không lũy tường tổ chức phòng ngự tạm. Triệu Tiết có chừng 3 đến 4 vạn quân chiến đấu, nhưng một số đã được điều đi tiếp ứng cho trại quân Quách Quỳ đang bị tấn công. Chính vì vậy, khi cánh quân của Lý Thường Kiệt bất ngờ vượt sông tập kích, quân của Triệu Tiết nhanh chóng bị đánh bại, thương vong trên một nửa quân số đến gần hết. Số quân Tống chết nằm la liệt cái gò nơi họ đóng quân, về sau cư dân địa phương gọi đó là gò Xác hay cánh đồng Xác.
Hai đợt tấn công này đã khiến quân Tống lâm vào cảnh ngặt nghèo, thế phòng ngự bị rung chuyển và có khả năng sẽ bị đánh bại hoàn toàn nếu vẫn tiếp tục cố thủ.

## Kết quả
Lý Thường Kiệt muốn kết thúc chiến tranh nhanh, phục hồi kinh tế nên đã chủ động giảng hòa với quân Tống. Ông còn cấp cho Quách Quỳ tàu bè và lương thực để có thể về nước. Quân ta giành chiến thắng, bảo vệ nền độc lập của đất nước.
Chiến thắng này đã đánh dấu sự thành công nhiều chiến thuật chiến tranh phòng thủ và chủ động tấn công của danh tướng Lý Thường Kiệt trước một đế chế lớn hơn nhiều lần.
Trong chiến dịch đánh Đại Việt, quân Tống mất tổng cộng 76.600 quân và 8 vạn phu. Toàn bộ chi phí chiến tranh ngốn mất 5.190.000 lạng vàng. Thất bại này đã làm cho nhà Tống mất hẳn ý chí xâm lược Đại Việt hay "quận Giao Chỉ" theo cách gọi của họ khi đó.